# 造纸厂

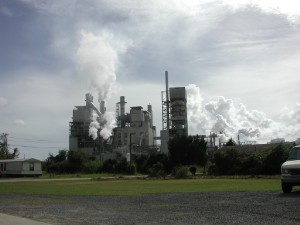
国际纸业公司的硫酸盐造纸厂，位于南卡罗来那州的乔治敦。它在建造时是世界最大的造纸厂

造纸厂是使用福德利尼尔造纸机或类似的设备将木浆或其他成分制造成纸的工厂。这些设施因在周围环境中制造出难闻的气味而闻名。
对使用亚硫酸盐制浆法的工厂而言，难闻的气味（通常来自和造纸厂略有不同的製漿廠）主要是加工时的副产品，特别是在蒸煮工艺中产生的硫化氢和其他含硫气体导致的。这些经空气传播的气体在通常的浓度下对居民的健康是无害的，但它们被认为是一种不良影响。与亚硫酸盐制浆法不同， 使用硫酸盐制浆法的工厂气味主要于产生将木材分解为纤维时。
造纸厂可以是全集成的工厂或者只负责一部分工艺的工厂。全集成的工厂会以整个的原木（或碎木片）为原料，将其分解为较破碎的纤维，得到约4%纸浆，然后将纸浆加工成纸张。非全集成的工厂是从制浆厂购买加工好并干燥和打包的纸浆。通过加水将干燥的纸浆转换为4%的纸浆，以便加工为纸张。
早在1794年，在巴格达有一个造纸厂开始运作。这一来自东亚的造纸术经穆斯林世界传播到欧洲。
现代的造纸厂使用大量的能源，水，木材，以高度有效和极端复杂的工艺序列，使用现代和复杂的控制技术来生产各种不同用途的纸张。现代的造纸机械式非常庞大的，可以达500英尺长，制造400英寸宽的纸张，并以超过每小时100英里的速度运转。